# Хрисогон
Хрисогон (на гръцки: Χρυσόγονος, Хрисогонос) е християнски мъченик от края на III - началото на IV век, почитан като светец от Православната и Католическата църква. Паметта на Хрисогон се тачи съответно на 22 декември и 24 ноември.
Много изследователи идентифицират мъченика Хрисогон от Солун, чието име е запазено в ръкописи, с учителя на Света Анастасия Хрисогон, убит в Никея по време на Диоклециановите гонения.